# 二又新町
二又新町（ふたまたしんまち）は、石川県金沢市の地名。郵便番号は920-1316。

## 概要
金沢市南部に位置し富山県南砺市と接している。一部は犀川ダム建設にともない水没している。

## 歴史
- 1889年（明治22年）4月1日 - 周辺24か村との合併による犀川村発足により犀川村字二又となる。
- 1954年（昭和29年）7月1日 - 内川村、額村、安原村、湯涌谷村とともに金沢市への編入により金沢市二又新町となる。
- 1963年（昭和38年）10月9日 - 閉町式が行われる[3]。

## 小・中学校の学区
廃町ではあるが市立小・中学校に通う場合、学区は以下の通りとなる。
| 番   | 小学校             | 中学校             |
| ---- | ------------------ | ------------------ |
| 全域 | 金沢市立犀川小学校 | 金沢市立犀生中学校 |

## 周辺
- 犀川ダム
- 石川県道207号倉谷土清水線